# Nitócris
Nitócris seria uma das únicas mulheres a reinar no Egito. Sua existência, no entanto, é questionada, pois referências a ela seriam, na verdade, sobre o faraó Netjerkare com nome corrompido.
Heródoto, em suas investigações no Antigo Egito, recebeu dos sacerdotes uma lista de 330 faraós, dos quais 18 eram etíopes, e apenas uma era mulher, uma egípcia nativa. Esta rainha teria o mesmo nome da rainha da Babilônia, que fez grandes obras na Babilônia, e foi mãe do seu último rei.
Nitócris ter-se-ia tornado rainha após o assassinato, pelos egípcios, do faraó, seu irmão. Ela teria se vingado dos assassinos, construindo uma câmara subterrânea, chamando-os para um banquete, e fazendo-os morrerem afogados, por uma entrada de água. Para escapar da punição, ela teria se suicidado jogando-se no fogo.
Segundo Manetão, citado por Eusébio de Cesareia, ela seria da VI dinastia egípcia, a mais nobre e bela mulher de sua época, e teria construído a terceira pirâmide. Sua dinastia, da qual apenas ela é mencionada, teria reinado por duzentos e três anos.